# Зимові Олімпійські ігри 1998
Зимові Олімпійські ігри 1998 або XVIII Зимові Олімпійські ігри — міжнародне спортивне змагання із зимових видів спорту, яке проходило під егідою Міжнародного олімпійського комітету у місті Нагано, Японія з 7 лютого по 22 лютого 1998.

## Учасники
- Андорра  (3)
- Аргентина  (2)
- Вірменія  (7)
- Австралія  (23)
- Австрія  (96)
- Азербайджан  (4)
- Білорусь  (59)
- Бельгія  (1)
- Бермуди  (1)
- Боснія і Герцеговина  (8)
- Бразилія  (1)
- Болгарія  (19)
- Канада  (144)
- Чилі  (3)
- Китай  (55)
- Хорватія  (6)
- Кіпр  (1)
- Чехія  (60)
- Данія  (12)
- Естонія  (20)
- Фінляндія  (85)
- Франція  (106)
- Грузія  (4)
- Німеччина  (125)
- Велика Британія  (34)
- Греція  (13)
- Угорщина  (17)
- Ісландія  (7)
- Індія  (1)
- Іран  (1)
- Ірландія  (6)
- Ізраїль  (3)
- Італія  (112)
- Ямайка  (6)
- Японія  (156)
- Казахстан  (60)
- Кенія  (1)
- Північна Корея  (8)
- Південна Корея  (37)
- Киргизстан  (1)
- Латвія  (29)
- Ліхтенштейн  (8)
- Литва  (7)
- Люксембург  (1)
- Північна Македонія  (3)
- Молдова  (2)
- Монако  (4)
- Монголія  (3)
- Нідерланди  (22)
- Нова Зеландія  (8)
- Норвегія  (76)
- Польща  (39)
- Португалія  (2)
- Пуерто-Рико  (6)
- Румунія  (16)
- Росія  (122)
- Словаччина  (37)
- Словенія  (34)
- ПАР  (2)
- Іспанія  (12)
- Швеція  (99)
- Швейцарія  (69)
- Китайський Тайбей  (7)
- Тринідад і Тобаго  (2)
- Туреччина  (1)
- Україна  (56)
- США  (186)
- Уругвай  (1)
- Узбекистан  (4)
- Венесуела  (1)
- Американські Віргінські Острови  (7)
- Югославія  (2)

## Медальний залік
Топ-10 неофіційного національного медального заліку:
| Місце | Країна         | Золото | Срібло | Бронза | Загалом |
| ----- | -------------- | ------ | ------ | ------ | ------- |
|       | Країна         | Золото | Срібло | Бронза | Загалом |
| 1     | Німеччина      | 12     | 9      | 8      | 29      |
| 2     | Норвегія       | 10     | 10     | 5      | 25      |
| 3     | Росія          | 9      | 6      | 3      | 18      |
| 4     | Канада         | 6      | 5      | 4      | 15      |
| 5     | США            | 6      | 3      | 4      | 13      |
| 6     | Нідерланди     | 5      | 4      | 2      | 11      |
| 7     | Японія         | 5      | 1      | 4      | 10      |
| 8     | Австрія        | 3      | 5      | 9      | 17      |
| 9     | Південна Корея | 3      | 1      | 2      | 6       |
| 10    | Італія         | 2      | 6      | 2      | 10      |

## Здобутки українських спортсменів
Україну на іграх представляли 56 спортсменів, 30 чоловіків, 26 жінок. Прапороносцем збірної на церемонії відкриття був біатлоніст Андрій Дериземля. Єдину срібну медаль для України здобула Олена Петрова у біатлоні в індивідуальній гонці на 15 км.

## Витрати Японії на проведення Зимових Олімпійських ігор 1998
За даними ради міжнародних відносин США, офіційний бюджет Зимових Олімпійських ігор 1998 становить 17.9 мільярди доларів США.

## Визначні події
- Вперше проводилися змагання з хокею серед жіночих команд. Чемпіонками стали хокеїстки збірної США, перегравши у фіналі Канаду 3-1.
- Норвезький лижник Б'єрн Делі здобув три золоті медалі. Загалом за кар'єру Делі ставав олімпійським чемпіоном вісім разів й стояв на п'єдесталі пошани 12 разів.
- До олімпійської програми повернувся керлінґ, вперше з 1924 року, коли він був демонстраційним видом спорту на перших Зимових іграх у Шамоні.
- Вперше проводилися змагання із сноубордингу.
- 15-річна американська фігуристка Тара Ліпінскі стала наймолодшою олімпійською чемпіонкою в історії Зимових Олімпійських ігор.